# 第54届新西兰国会
第54届新西兰国会（英語：54th New Zealand Parliament）是新西兰立法机关的本届会议。本届国会的任期由2023年10月14日大选后的2023年12月5日开始，预期将于2026年11月16日或此前结束以触发下届新西兰大选。
新西兰国会选举采用联立制。国会议员将代表72个新西兰地理选区，其中16个位于南岛、49个位于北岛；另外还有7个毛利选区。同时依据《1993年选举法令》的规定，剩下的议员席位将用圣拉古法从政党名单中选出，以符合总人数至少120名国会议员的比例规定。
选举的最终结果是123名国会议员当选，而不是平常的120名。大选共计选出122名议员，其中毛利党获得2个超额席次。 由于一名候选人在提名结束到选举日之间去世，这导致怀卡托港没有选举议员；同时为了确保最后的选举结果不少于120名议员，大选额外增加了1个政党名单当选席次。最后，第72名选区议员，同时也是第123名国会议员在2023年11月25日通过怀卡托港补选产生。
第54届国会的议员代表6个政党，即执政联盟的国家党、行动党和优先党，以及身为在野党的工党、绿党和毛利党。国家党的克里斯托弗·卢克森与行动党和优先党组建联合执政的第6届国家党政府，并于2023年11月27日宣誓就任总理。

## 成立背景

### 国会大选
2023年新西兰大选于2023年10月14日在新西兰举行。原执政党工党在本次大选中失去了28个席次，仅获得34席议员席位，降为国会第二大党；而工党的盟友绿党却在本次大选中获得15席议员席位，增加了6个席次且保住了国会第三大党的地位。而原反对党国家党则通过本次大选拿下49席议员席位，增加了14个席次并成功跻身国会第一大党。此外，行动党相较上次大选新增了1个席位，共计获得11席议员席次；毛利党则从工党手中夺下5个毛利选区议员席次，从而得到6个议员席次；这也使得本届国会相较上届国会多出3个席次。在2020年大选中败选后，优先党重返本届国会并获得8个议员席次。

### 政府组建
大选结束后，身为国会第一大党国家党必须得到关键小党行动党和优先党的支持才能获得足够的国会信任票。 在大选结果于11月3日公布后，国家党随即与行动党和优先党展开联合组阁的谈判。经过三周的讨论后，克里斯托弗·卢克森在11月24日宣布与行动党和优先党组建联合政府。 11月27日，克里斯托弗·卢克森在新西兰总督辛迪·基罗的见证下宣誓成为新西兰总理。

## 主要官员
| 职位         | 姓名                  | 所属政党 | 所属政党 |
| ------------ | --------------------- | -------- | -------- |
| 众议长       | 格里·布朗利           |          | 国家党   |
| 副众议长     | 芭芭拉·库里格         |          | 国家党   |
| 助理众议长   | 莫琳·皮尤             |          | 国家党   |
| 助理众议长   | 葛瑞格·欧康纳         |          | 工党     |
| 助理众议长   | 蒂诺·图奥诺           |          | 绿党     |
| 书记官       | 大卫·威尔逊           | 不适用   | 不适用   |
| 副书记官     | 苏兹·琼斯             | 不适用   | 不适用   |
| 众议院侍卫长 | 史蒂夫·斯特雷夫凯尔克 | 不适用   | 不适用   |

### 政党领袖
| 政党              | 政党   | 姓名               | 头衔                  |
| ----------------- | ------ | ------------------ | --------------------- |
|                   | 国家党 | 克里斯托弗·卢克森  | 领袖 / 总理           |
| 妮古拉·威利斯     | 国家党 | 副领袖             |                       |
|                   | 工党   | 克里斯·希普金斯    | 领袖 / 国会反对党领袖 |
| 卡梅尔·塞普洛尼   | 工党   | 副领袖             |                       |
|                   | 绿党   | 马拉玛·戴维森      | 女性联席领袖          |
| 克洛伊·斯沃布里克 | 绿党   | 女性联席领袖       |                       |
|                   | 行动党 | 大卫·西摩          | 领袖                  |
| 布魯克·范·韋爾登  | 行动党 | 副领袖             |                       |
|                   | 优先党 | 温斯顿·彼特斯      | 领袖                  |
|                   | 毛利党 | 黛比·恩加雷娃-帕克 | 女性联席领袖          |
| 拉威里·怀蒂蒂     | 毛利党 | 男性联席领袖       |                       |

### 议场领袖
| 职位             | 姓名            | 所属政党 | 所属政党 |
| ---------------- | --------------- | -------- | -------- |
| 众议院领袖       | 克里斯·毕晓普   |          | 国家党   |
| 副众议院领袖     | 西蒙·布朗       |          | 国家党   |
| 众议院影子领袖   | 基兰·麦克拉尔蒂 |          | 工党     |
| 副众议院影子领袖 | 邓肯·韦伯       |          | 工党     |